# Cité de l'objet connecté

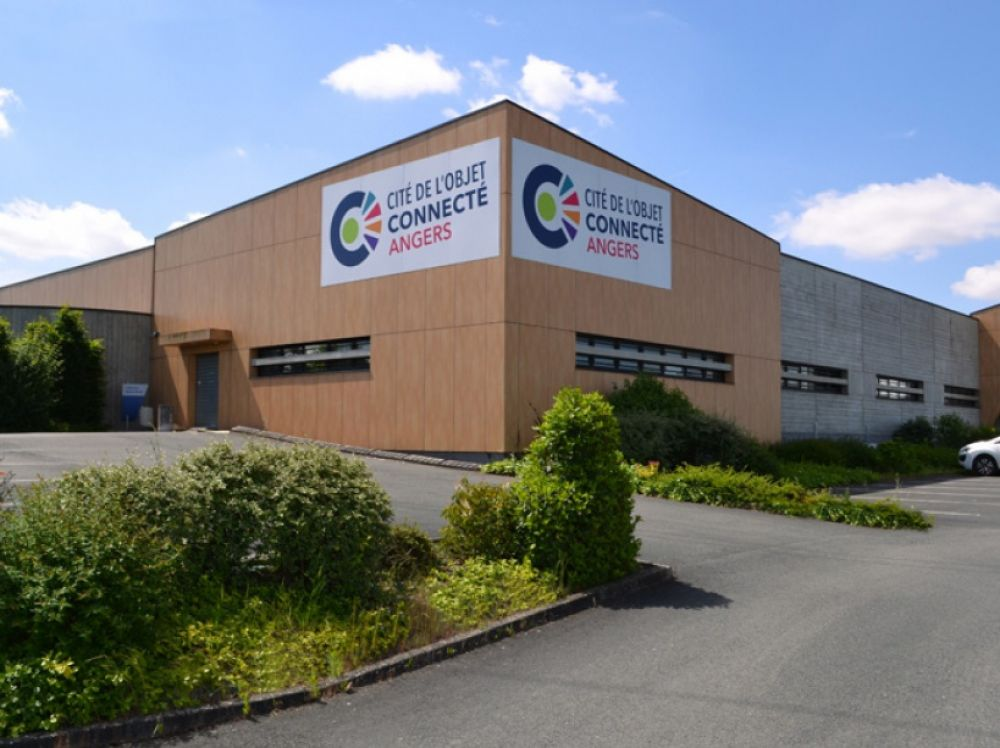
Façade de la WISE Factory

La Cité de l'objet connecté se situait à Saint-Sylvain-d'Anjou, près d'Angers, au cœur du bâtiment « la WISE Factory » (West Intelligent Systems and Electronics). Usine d'un nouveau genre et premier bâtiment de ce type en Europe, il s'agissait d'un accélérateur industriel dédié aux objets connectés. Après sa dissolution en 2019, les actifs industriels et certains collaborateurs ont été transférés vers We Network.

## Historique du projet

### Le concept
Les objets connectés sont l'un des 34 projets du plan de la « Nouvelle France industrielle ». Cette initiative, destinée à réindustrialiser le territoire Français, a été lancée par Arnaud Montebourg en 2013. Son successeur au Ministère de l'économie, Emmanuel Macron, a réduit à 9 le nombre de chantiers du projet, en avril 2015. Les objets intelligents font partie des 9 solutions industrielles du projet « industrie du futur ». 
La Cité de l'objet connecté qui a ouvert ses portes à Angers, est l'un des projets phare de ce plan de réindustrialisation.
Imaginée par Eric Carreel, le patron de Withings (spécialiste des objets connectés), et soutenu par des industriels dont le groupe angevin Eolane, la Cité de l'objet connecté est un accélérateur industriel. Son objectif est de faciliter le développement et la mise sur le marché d'innovations liées aux objets connectés[réf. nécessaire].
La Cité rassemble en un même lieu des compétences et des machines dans les domaines de l’électronique, la plasturgie et la conception 3D. 
Le bâtiment a été réaménagé par Angers Loire Métropole, qui en est le propriétaire. Sur les 16 000 m² du site, 3 000 vont être exploités au démarrage de l'activité. Les lieux sont organisés autour de trois pôles : un espace de bureaux, un espace de co-working et un espace comprenant un parc de machines industrielles. Ces pôles ont été pensés pour correspondre aux différents stades d'évolution d'un projet : le prototype, la pré-série puis la mise en production.

### Les actionnaires
La Cité de l'objet connecté est une structure privée, une SAS, qui s'est construite autour de 18 actionnaires. 
Eolane, groupe d'électronique angevin, est l'actionnaire majoritaire avec 51 % des parts. Parmi les autres actionnaires présents dès l'origine, on trouve des entreprises locales (Qowisio, CDPlast Engineering, Mecareso, Hubert Chevalier, Process, Moulanjou, Telelogos), des grands opérateurs de télécommunication (Orange et Bouygues), de grandes entreprises (m2ocity, Docapost, Air Liquide), des mutuelles (Harmonie Mutuelle, Inter Mutuelles Téléassistance) et enfin un fonds privé d’amorçage (Pays de la Loire Développement). 
Le projet a également été soutenu par la Région des Pays de la Loire et l'État, pour 1,5 million d'euros chacun.
Au début de septembre 2016, Enedis, qui gère les réseaux d'électricité en France, rejoint les 18 actionnaires de la Cité.

### Inauguration
La Cité de l'objet connecté a été inaugurée le 12 juin 2015 en présence du Président de la République, François Hollande, d'Emmanuel Macron et d'Axelle Lemaire. Cette inauguration a été l'occasion d'annoncer l'attribution du label « French Tech » au territoire angevin.